# Каменная Санарка

Каменная Санарка — посёлок в Троицком районе Челябинской области. Входит в состав Кособродского сельского поселения.

## География
Расположен в западной части района, на берегу р. Санарки. Рельеф — переход полуравнины (Зауральский пенеплен) в равнину (Западно-Сибирская равнина). Ближайшие выс.— 291, 307 и 309 (г. Челпан) м. Ландшафт — лесостепь с ленточными сосновыми борами. К юго-западной окраине примыкает Санарский бор — памятник природы. Поселок связан грунтовыми и шоссейными дорогами с соседними населенными пунктами. Расстояние до районного центра (Троицк) 60 км, до центра сельского поселения (пос. Целинный) — 15 км.

## История
Поселок основан в 1908 в черте ст-цы Кособродской. В советский период на его территории располагалось отделение совхоза «Кособродский», с 1992 — ООО «Целинное»..

## Население
| 2002 | 2010 |
| ---- | ---- |
| 372  | ↘366 |

(в 1928 — 536, в 1971 — 538, в 1997 — 425, в 1995 — 425).

## Улицы
- Восточный переулок
- Дачная улица
- Заречная улица
- Лесная улица
- Набережная улица
- Центральная улица
- Школьная улица

## Инфраструктура
- Фельдшерско-Акушерский Пункт